# Chrám svatého Mikuláše (Sevastopol)
Chrám svatého Mikuláše (rusky Свято-Никольский храм) je pravoslavný chrám na tzv. Bratrském hřbitově v krymském Sevastopolu, památník obráncům města z období krymské války. Tento unikátní objekt ve tvaru pyramidy je díky své poloze vidět z velké části města a je považován za jeden ze symbolů Sevastopolu.

## Historie
Bratrský hřbitov vznikl v průběhu krymské války jako jedno z pohřebišť vojáků padlých při obraně Sevastopolu. Záhy po skončení konfliktu byl architektu Alexeji Alexandroviči Avdějevovi svěřen projekt pietního chrámu.
Avdějev zvolil tvar pyramidy, který má symbolizovat věčnost. Na její vrcholek umístil 24tunový kříž, plášť nechal obložit 56 dioritovými deskami. Na černých mramorových deskách na fasádě jsou nápisy se jmény oddílů, které se účastnily obrany Sevastopolu v letech 1854–1855, jsou zde také uvedeny počty padlých vojáků z každého oddílu.
Uvnitř je na zdech umístěno 38 desek z černého mramoru se jmény 943 důstojníků, generálů a admirálů, kteří zemřeli během bitvy o Sevastopol. Původně interiér zdobily fresky v byzantském stylu, avšak vlhkost vnitřní výmalbu brzy zničila, a tak byly nahrazeny kamennými mozaikami, přesně kopírujícími původní obrazy.
Stavba probíhala od roku 1857 do roku 1870. Masivní kamenný kříž se při montáží v roce 1860 rozlomil a musel tak být vyroben nový.
Během 2. světové války byl chrám silně poničen – vrchní část se zhroutila a kříž spadl na zem. Po roce 1968 byl objekt zrestaurován, i když původní zdobné litinové dveře se již zpět nevrátily. Roku 1994 byl svatostánek předán opět do rukou pravoslavné církve a proběhla ještě obnova některých detailů výzdoby, např. mozaik. Kamenný kříž musel být ještě v roce 2012 vyměněn (v pořadí tak jde již o čtvrtý kříž), neboť vážně hrozilo jeho zřícení.

## Galerie

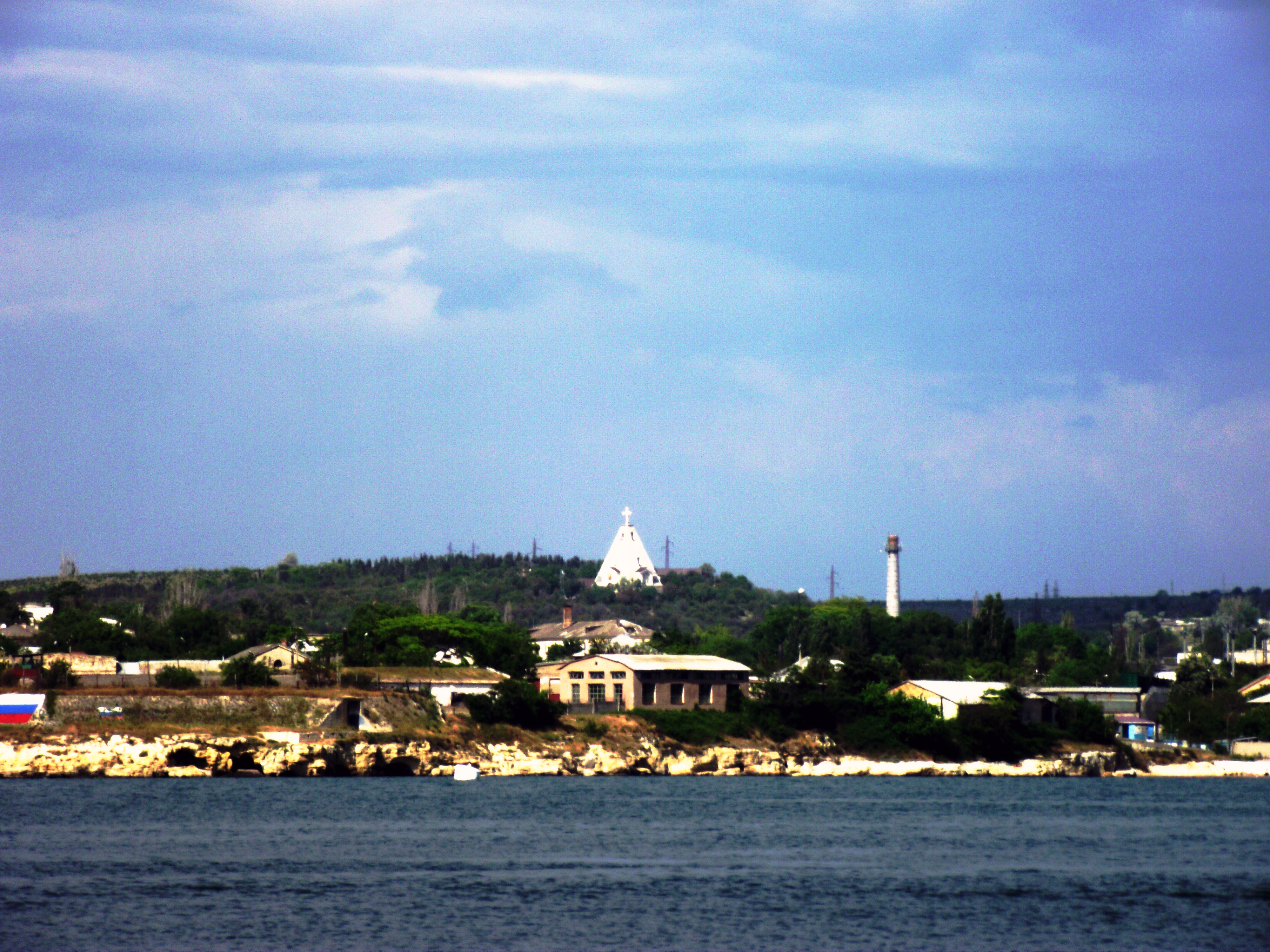
Pohled na chrám z centra Sevastopolu
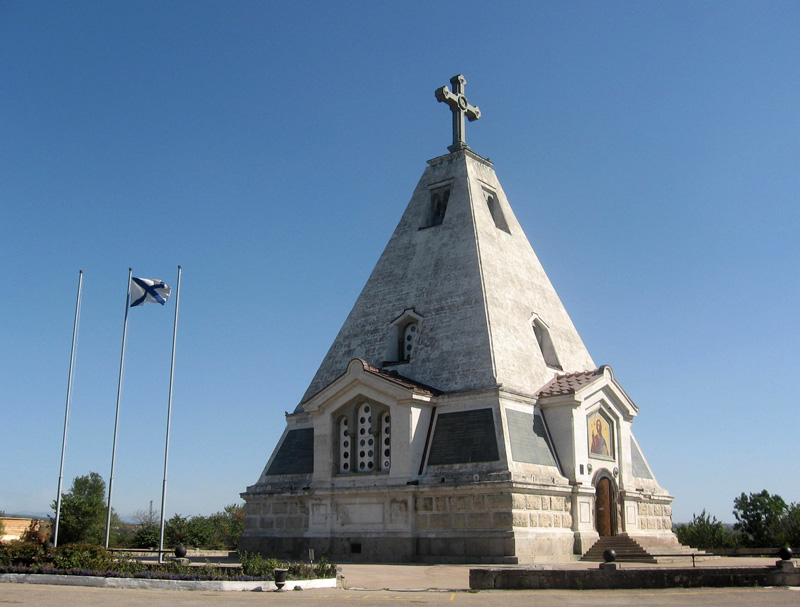
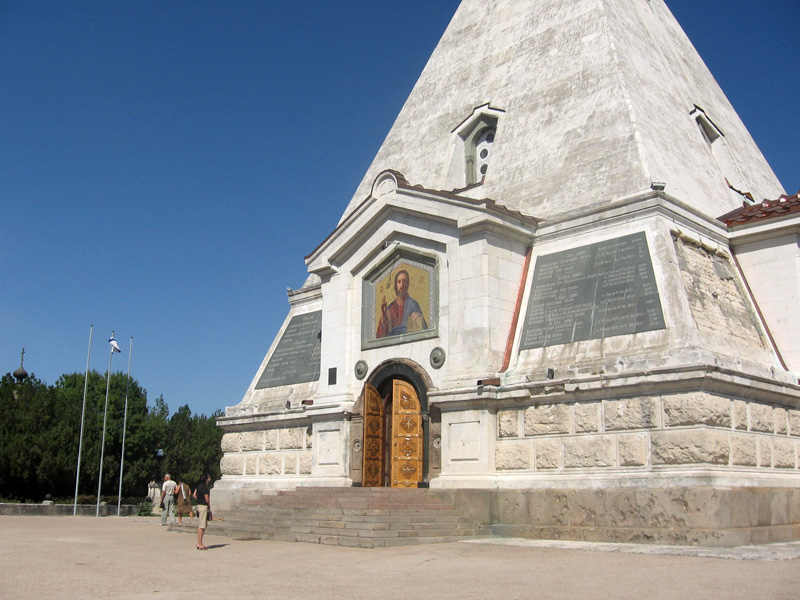
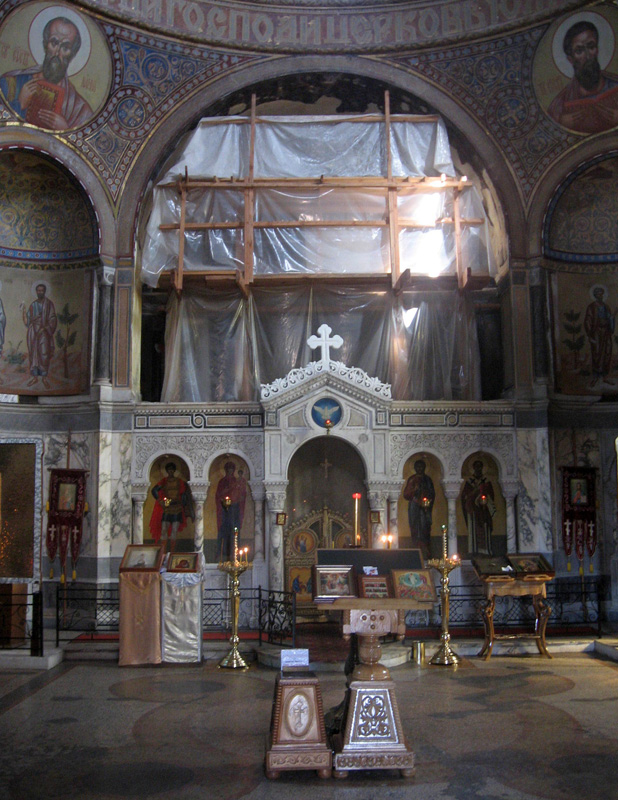